# Castraz
Castraz és un municipi de la província de Salamanca a la comunitat autònoma de Castella i Lleó. Limita al Nord i Est amb Martín de Yeltes, al Sud-est amb Aldehuela de Yeltes, al Sud amb Alba de Yeltes i a l'Oest amb Sancti-Spíritus.

## Demografia
| 1991 | 1996 | 2001 | 2004 |
| ---- | ---- | ---- | ---- |
| 84   | 72   | 58   | 58   |